# CAS (カイガラムシ)
CAS（キャス）ことソテツシロカイガラムシ（学名：Aulacaspis yasumatsui）は、カメムシ目マルカイガラムシ科に属する外来カイガラムシ。英名Cycad aulacaspis scaleの頭文字から通称CAS（キャス）と呼ばれていたが、2024年にソテツシロカイガラムシの和名が提唱された。日本では2022年に奄美大島で定着が確認された。原産地はタイなど東南アジア。外来種として台湾、ハワイ、グアム、アメリカ大陸等に分布し、効果的な防除方法が確立されておらず、侵入先では自生あるいは植栽されたソテツに大きな被害を与えている。
2006年の時広の警告的報告以後、日本では侵入の報告事例は無かった。日本での定着は、2022年より奄美大島の一部群生地の集団枯死が認められていたが
、鹿児島県の奄美大島にて2022年11月22日に初確認以後、2023年11月までに奄美大島の5市町村すべてで被害が確認されたほか、沖縄県でも確認された。奄美大島には台湾から侵入したと推測されている。

## 形態・生態
1977年に高木貞夫により記載された。ソテツ類全属全種を害するが、特にソテツ属（Cycas）への害が著しい。またCycas属内であっても種によってCASに対する抵抗性に差があるとされている。
メス成虫はソテツに固着し、自ら分泌した長さ3mmほどの円形から洋ナシ形をした白く薄い殻で被われ、体長1mmほどの卵型で橙色の虫本体が透けて見える。オスの殻はより小型で長さ0.5-0.6mmほど形も細長い。オスの成虫は一対の翅を持ち、餌を摂らずにメスを探し交尾して死ぬ。殻は虫の死後もソテツに固着して残り、擦っても高圧洗浄機で洗い流そうとしてもきれいに落とすことはできない。ソテツの葉だけでなく地中60cmまでの根にも寄生することが知られており、通常の農薬散布では駆除しきれない。原産地においては天敵や在来ソテツ種の持つ抵抗性により大発生が抑制されていると思われるが、侵入先ではいまのところそのような強力な天敵がおらず、寄生したソテツの大多数を枯死させてしまう。-6℃で4時間の環境下でも生存する。